# ラグナ・コロラダ

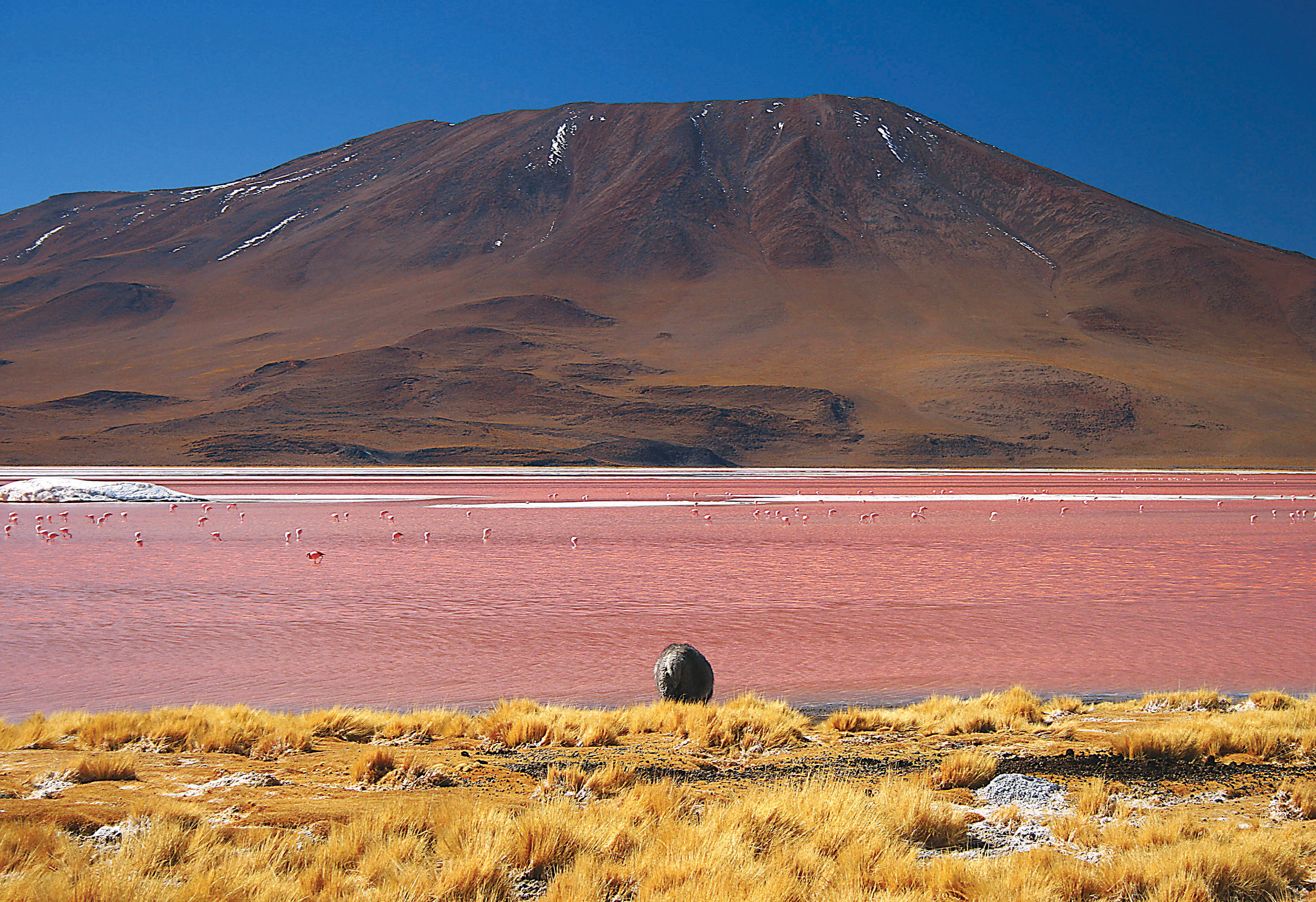
ラグナ・コロラダ

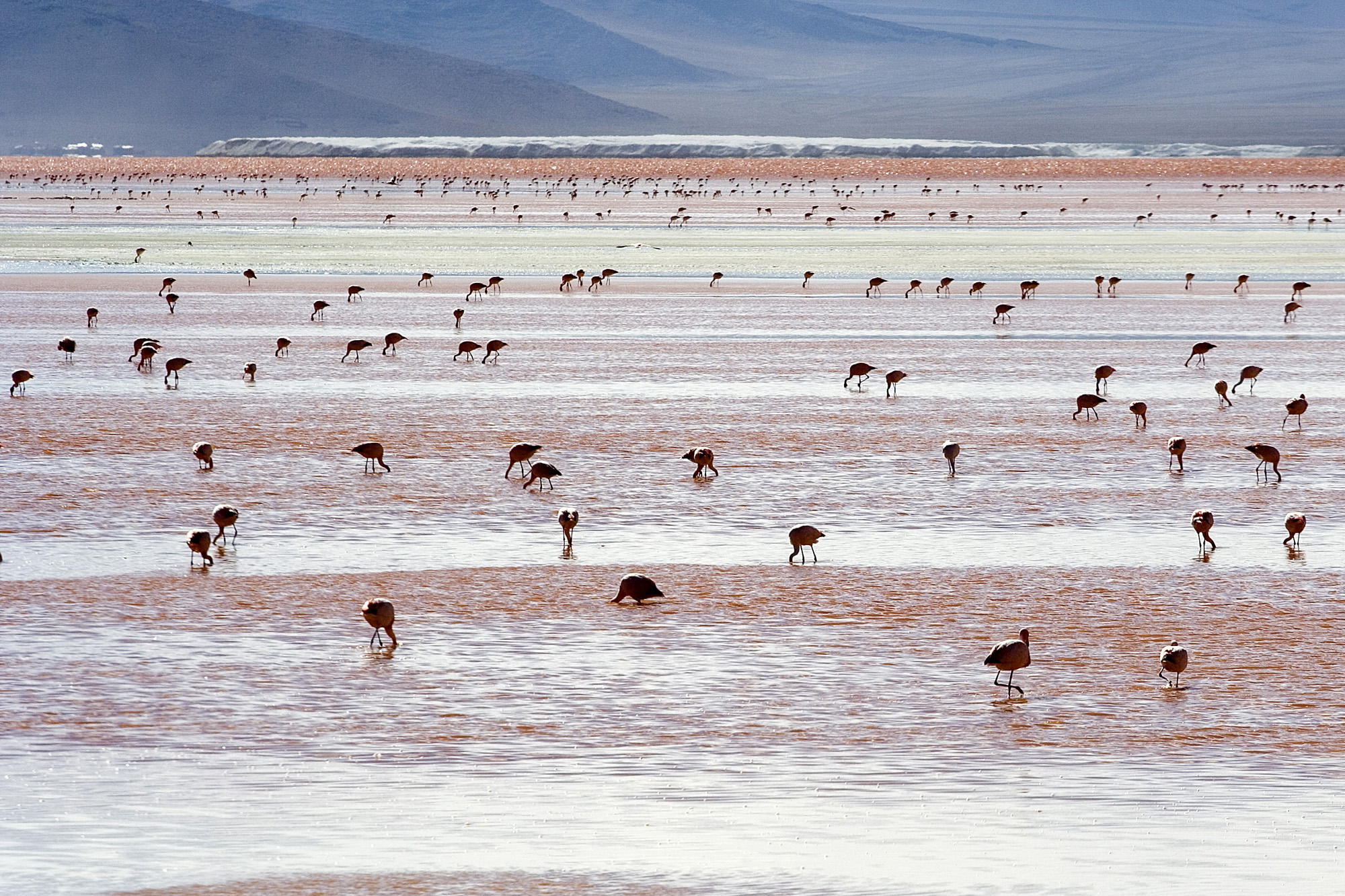
ラグナ・コロラダのフラミンゴ

ラグナ・コロラダ（Laguna Colorada、赤の湖）とは、ボリビアのアルティプラーノ南西部にある浅い塩湖。チリとの国境近くのエドゥアルド・アバロア国立自然保護区内にある。湖には白色の硼砂の島がある。湖水の赤い色は藻類の赤い堆積物や色素による。
ラグナ・コロラダは1990年にラムサール条約登録湿地となった。アンデス山脈高山帯のフラミンゴ保護にとって重要な場所で、世界のアンデスフラミンゴとコバシフラミンゴの個体数の25%〜50%がここで見られ、チリーフラミンゴも見られる。他の鳥類としてはアメリカヒレアシシギ、ヒメウズラシギ、ツノオオバン、ダーウィンレアなどが生息し、鳥類以外にはカエルのTelmatobius huayra、アンデスネコ、コロコロも生息している。
- 位置：南緯22度11分55秒、西経67度46分52秒
- 長さ：10.7キロメートル
- 幅：9.6キロメートル
- 面積：60平方キロメートル
- 深さ：1.5メートル
- 湖岸長：35キロメートル
- 湖面の標高：4278メートル